# AOK Bremen/Bremerhaven
Die AOK Bremen/Bremerhaven – Die Gesundheitskasse ist eine deutsche Kranken- und Pflegekasse mit Sitz in Bremen-Mitte. Sie ist nach der Versichertenzahl einer der größten Träger der gesetzlichen Krankenversicherung in der Freien Hansestadt Bremen.

## Geschichte
Die Ortskrankenkassen wurden im Jahr 1883 unmittelbar nach der Einführung der gesetzlichen Krankenversicherung durch den Reichskanzler Otto von Bismarck gegründet. Sie ist mit Abstand die kleinste der 11 Allgemeinen Ortskrankenkassen, gemessen an den Versichertenzahlen.

## Finanzen

### Beitragssätze
Seit 1. Januar 2009 werden die Beitragssätze vom Gesetzgeber einheitlich vorgegeben. Die Krankenkasse erhob seit 2022 einen Zusatzbeitrag in Höhe von 1,6 Prozent des Einkommens, dieser wurde mit Wirkung zum 1. Oktober 2023 auf 1,38 Prozent gesenkt.

### Haushalt (ohne Pflegekasse)
| Einnahme                             | absolut (in Euro) | je Versicherter (in Euro) |
| ------------------------------------ | ----------------- | ------------------------- |
| Zuweisungen aus dem Gesundheitsfonds | 741.792.837,07    | 3.137,85                  |
| Mittel aus dem Zusatzbeitrag         | 48.638.509,82     | 205,74                    |
| sonstige Einnahmen                   | 6.315.982,49      | 26,72                     |
| Einnahmen gesamt                     | 796.747.329,38    | 3.370,31                  |

| Leistungsart                                                  | Anteil an den Leistungsausgaben | absolut (in Euro) | je Versicherter (in Euro) | Veränderung zum Vorjahr |
| ------------------------------------------------------------- | ------------------------------- | ----------------- | ------------------------- | ----------------------- |
| Krankenhausbehandlung                                         | 34,9 %                          | 266.218.169,28    | 1.126,12                  | −1,7 %                  |
| Ärztliche Behandlung                                          | 16,0 %                          | 122.651.126,44    | 518,82                    | +1,6 %                  |
| Arzneimittel                                                  | 13,7 %                          | 104.827.685,30    | 443,43                    | −2,2 %                  |
| Krankengeld                                                   | 4,1 %                           | 31.590.997,83     | 133,63                    | +5,5 %                  |
| Zahnärztliche Behandlung (ohne Zahnersatz)                    | 3,9 %                           | 29.548.114,20     | 124,99                    | +1,8 %                  |
| Hilfsmittel                                                   | 3,7 %                           | 28.106.597,79     | 118,89                    | −2,3 %                  |
| Behandlungspflege und häusliche Krankenpflege                 | 3,6 %                           | 27.315.614,19     | 115,55                    | +1,8 %                  |
| Fahrkosten                                                    | 2,9 %                           | 21.899.235,47     | 92,64                     | +6,5 %                  |
| Heilmittel                                                    | 2,1 %                           | 16.371.472,60     | 69,25                     | +6,5 %                  |
| Zahnersatz                                                    | 1,8 %                           | 13.577.363,94     | 57,43                     | −2,9 %                  |
| Vorsorge- und Rehabilitationsleistungen                       | 1,4 %                           | 10.856.053,27     | 45,92                     | +0,7 %                  |
| Sonstige Leistungsausgaben                                    | 1,4 %                           | 10.853.408,15     | 45,91                     | +5,9 %                  |
| Früherkennungsmaßnahmen                                       | 1,2 %                           | 8.905.316,75      | 37,67                     | +9,0 %                  |
| Dialyse                                                       | 1,1 %                           | 8.630.252,55      | 36,51                     | +0,9 %                  |
| Schutzimpfungen                                               | 0,5 %                           | 3.709.457,12      | 15,69                     | −14,1 %                 |
| Schwangerschaft und Mutterschaft (ohne stationäre Entbindung) | 0,4 %                           | 3.294.374,01      | 13,94                     | +13,7 %                 |
| Leistungsausgaben gesamt                                      |                                 | 708.355.238,89    | 2996,40                   | +0,05 %                 |

## Überblick
| Gesundheitspartner                        | Anzahl |
| ----------------------------------------- | ------ |
| Ärzte und Psychotherapeuten               | 1880   |
| Zahnärzte und Kieferorthopäden            | 450    |
| Apotheken                                 | 155    |
| Krankenhäuser                             | 14     |
| Stationäre Pflegeeinrichtungen            | 160    |
| Pflegedienste                             | 120    |
| Sanitätsgeschäfte und Orthopädietechniker | 60     |

## AOK-Verwaltungsgebäude
Das 5- und 7-geschossige AOK-Verwaltungsgebäude Bürgermeister-Smidt-Straße/Ecke Am Wall wurde 1958 nach Plänen von Martin Zill unter Mitwirkung von Eberhard Kaiser gebaut. Die beiden Flügel des Stahlbetonskelettbaus durchdringen sich. Der niedrige Flügel an der Bürgermeister-Smidt-Straße hat Arkaden und die Kassenhalle ist zweigeschossig.

## Organisation und Leitung

### Selbstverwaltung der AOK Bremen/Bremerhaven
Seit Bestehen des Sozialversicherungssystems gestaltet eine gemeinsame Selbstverwaltung von Versicherten und ihren Arbeitgebern die Politik der Sozialkassen. Bei den Krankenkassen geschieht das über gemeinsam gebildete Verwaltungsräte. In Sozialwahlen entscheiden Versicherte und Arbeitgeber alle sechs Jahre über ihre Vertreter in den Verwaltungsräten. Die AOKn unterliegen der Rechtsaufsicht der Länder, der AOK-Bundesverband derjenigen des Bundesministeriums für Gesundheit.

#### Verwaltungsrat
Der Verwaltungsrat ist das höchste Beschlussorgan der AOK. Er hat Kontroll- und Informationsrechte und bestimmt den sozial- und unternehmenspolitischen Kurs des Unternehmens. Seine Mitglieder vertreten die Versicherten und die Arbeitgeber. Der Verwaltungsrat wählt unter anderem den Vorstand. Die ehrenamtlichen Vorsitzenden des Verwaltungsrats wechseln jedes Jahr.
- Annette Düring (Gruppe der Versicherten)[2]
- Marcel Christmann (Gruppe der Arbeitgeber)[2]

### Vorstand
Der hauptamtliche Vorstand ist für alle Abläufe und das Management der AOK Bremen/Bremerhaven verantwortlich. Er vertritt die AOK gerichtlich und außergerichtlich. Der Vorstand wird vom Verwaltungsrat auf sechs Jahre gewählt.
- Olaf Woggan[1]